# Bourg-Achard
Bourg-Achard é uma comuna francesa na região administrativa da Normandia, no departamento de Eure. Estende-se por uma área de 12,32 km². Em 2010 a comuna tinha 4 017 habitantes (densidade: 326,1 hab./km²).